# 慶山縣
庆山县（越南语：／）是越南庆和省下辖的一个县。面积440.7平方千米，2017年总人口31240人。

## 地理
庆山县西和南接宁顺省博爱县；北接庆永县；东接柑林县和延庆县。

## 历史
1989年6月30日，富庆省恢复分设为富安省和庆和省；庆山县划归庆和省管辖。

## 行政区划
庆山县下辖1市镇7社，县莅苏合市镇。
- 苏合市镇（Thị trấn Tô Hạp）
- 巴椹北社（Xã Ba Cụm Bắc）
- 巴椹南社（Xã Ba Cụm Nam）
- 山平社（Xã Sơn Bình）
- 山协社（Xã Sơn Hiệp）
- 山林社（Xã Sơn Lâm）
- 山中社（Xã Sơn Trung）
- 成山社（Xã Thành Sơn）